# Dedo IV. von Wettin

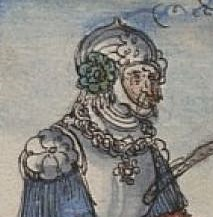
Dedo IV.

Dedo IV. (* 1086; † 26. Dezember 1124) aus der Familie der Wettiner war Graf von Wettin und Markgraf der Niederlausitz.

## Leben
Er war der älteste Sohn von Thiemo, Graf von Brehna, und der Ida von Northeim, einer Tochter des Herzogs Otto II. von Bayern.
Dedo heiratete Bertha von Groitzsch († 16. Juni 1144), Tochter des Wiprecht von Groitzsch. Die Ehe war nicht glücklich und Dedo verstieß seine Ehefrau. Als Sühneleistungen verpflichtete er sich zu einer Pilgerreise nach Jerusalem und der Gründung eines Stifts. Später nahm er auf Geheiß der Bischöfe seine Frau wieder auf.
Dedo IV. gründete 1124 unter Nutzung seines Eigenkirchenrechts und unter Sicherung der Familiengrablegung mit den Augustinern das Kloster Petersberg bei Halle, dessen Vogt er dann auch wurde. Die Fertigstellung der Gebäude überließ er seinem jüngeren Bruder Konrad, um sich auf die Pilgerreise ins Heilige Land zu begeben; auf der Rückreise erkrankte er schwer.
Er schickte noch per Boten ein in Silber gefasstes Stück vom Kreuz Christi in die Heimat und starb. Diese Reliquie wurde für lange Zeit im Kloster Petersberg gezeigt; der Altar im Kloster besaß eine entsprechende Aussparung dafür.
Dedo und Bertha hatten eine Tochter, Mathilde († 1152), die 1143 den Grafen Rapoto von Abenberg (1122–1172) heiratete.
Bertha schenkte nach Dedos Tod, Dedo V., dem Sohn Konrads, die Grafschaft Groitzsch und die Vogten von der Reichsstadt Zwickaus, welche sie als Mitgabe ihres Vaters zur Hochzeit erhalten hatte. Dedo V. hatte sie nach dem Tod ihres Mannes wie einen eigenen Sohn versorgt.